# Daniel Rutherford
Daniel Rutherford (Edimburgo, Escocia, 6 de noviembre de 1749- Edimburgo, 15 de noviembre de 1819) fue un médico, químico, y botánico británico. Siendo aún estudiante, descubrió la existencia del nitrógeno (1772), de manera independiente a estudios paralelos de Scheele, Henry Cavendish (1731-1810), y Joseph Priestley (1733-1804). Este fue uno de los más famosos aficionados químicos, y describió la atmósfera como el oxígeno vital (1778), que llamó «aire desflogisticado», un nombre que significa aire sin flogisto.

## Biografía
Formado en la Universidad de Edimburgo, donde su padre John era profesor de medicina, fue estudiante de Joseph Black (1728-1799). Practicó la medicina en su ciudad natal y se convirtió en un miembro del "Real Colegio de Médicos", donde fue secretario y presidente. Fue "regius Cátedra de Medicina y Botánica" en Edimburgo, y también curador del "Royal Botanic Garden", en 1786, después de la muerte del profesor John Hope (1725-1786).
Tío materno del poeta y novelista sir Walter Scott, murió en su ciudad natal.
Cinco años después del descubrimiento importante, Antoine Lavoisier demostró que el aire es una mezcla de 21 % en volumen de oxígeno y 79 % en volumen de nitrógeno y lo denominó ázoe, que significa un gas no apto para la vida (1777). Fue Jean-Antoine Chaptal que dio el nombre definitivo al nitrógeno (1790) y más de un centenar de años más tarde, Ramsay y Rayleigh demostró que el 79 % en volumen de nitrógeno, Lavoisier consistió de 78 % en volumen de nitrógeno y 1 % en volumen de los gases nobles, con predominio casi absoluto de argón. En ese sentido, sigue el descubrimiento del científico escocés sobre el nitrógeno en 1772, ya que fue el primero en publicar su descubrimiento al presentar Disseratio inauguralis de Aere fijo dicto, aut mephitico (1772), aunque en Gran Bretaña, el químico Joseph Priestley y Henry Cavendish y en Suecia, Carl Wilhelm Scheele descubrió también el elemento al mismo tiempo.
El médico e industrial francés Jean Chaptal (1756-1832) le dio el nombre de nitrógeno (1790), tras descubrir su relación con el ácido nítrico. Sus compuestos sin embargo, son muy activos, y también muy importante en la producción de alimentos, especialmente de origen agrícola.
Daniel también descubrió las mezclas que conocemos como Mezcla homogénea y Mezcla heterogénea. Estas son aquellas que vemos a diario.
Fue Fritz Haber (1868-1934) que desarrolló un proceso para extraer el nitrógeno del aire y la producción de amoníaco (NH3) a ser utilizados como fertilizantes del suelo (1908).

## Honores

### Epónimos
- (Iridaceae) Iris rutherfordii J.Mart.Rodr., P.Vargas, Carine & Jury[1]

- La abreviatura «Rutherf.» se emplea para indicar a Daniel Rutherford como autoridad en la descripción y clasificación científica de los vegetales.[2]